# Andrew Keir
Andrew Keir (* 3. April 1926 in Lanarkshire, Schottland; † 5. Oktober 1997 in London, England; eigentlich Andrew Buggy) war ein schottischer Schauspieler.

## Leben

### Bühne
Keir, der Sohn eines Bergmanns, arbeitete seit 1940 in einem Kohlebergwerk bei Shotts. 1946 wurde er Schauspieler und erhielt ein erstes Engagement am Citizens’ Theatre in Glasgow. Zu seinen späteren Theaterstationen gehörte u. a. das Londoner West End, wo er als Thomas Cromwell in Robert Bolts Ein Mann zu jeder Jahreszeit Erfolge feiern konnte.

### Film

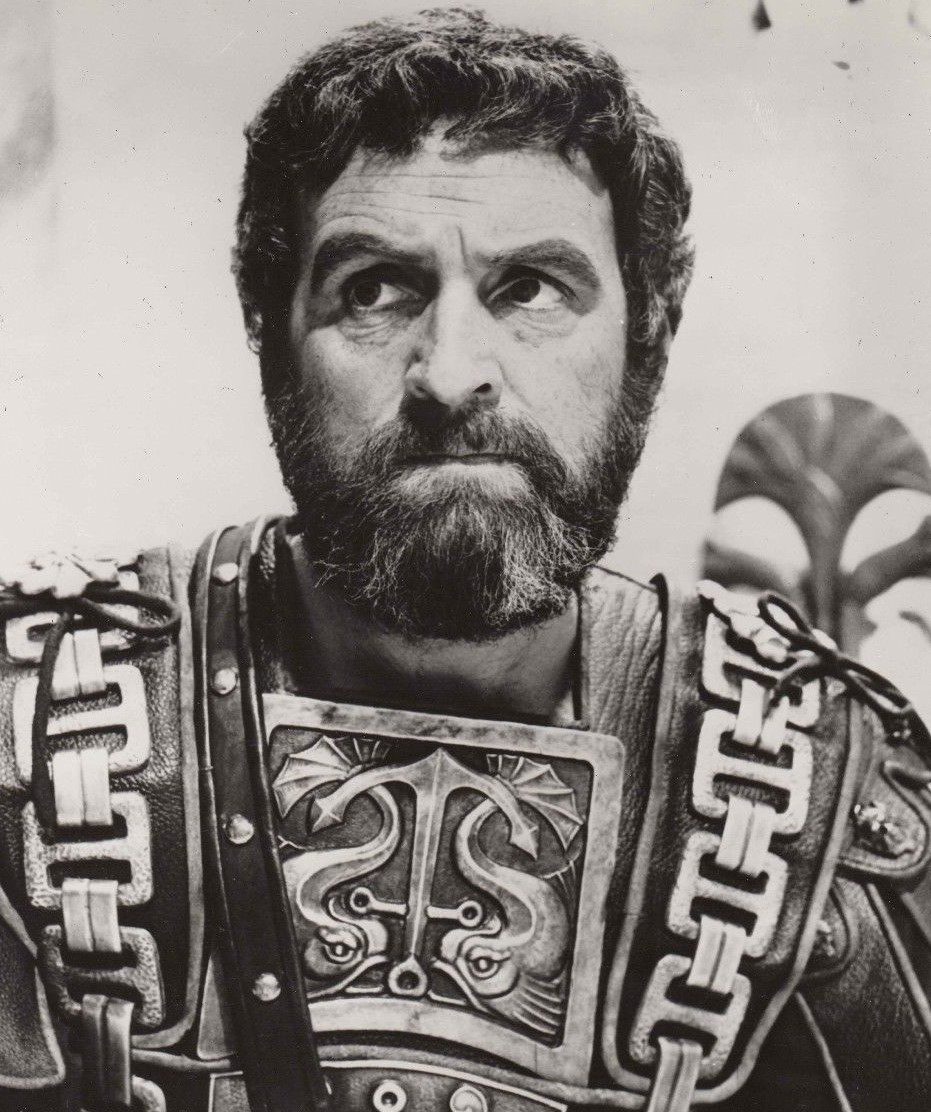
Andrew Keir als Marcus Agrippa in Cleopatra, 1963

Als Filmschauspieler debütierte er 1950 im Film The Lady Craved Excitement. Meist verkörperte er kraftvolle, ungeschlachte Charaktere wie den Duke of Argyll in Rob Roy (mit Liam Neeson in der Titelrolle). Er spielte in Historienfilmen wie Cleopatra (in der Rolle des Marcus Vipsanius Agrippa neben Elizabeth Taylor und Richard Burton) und Der Untergang des Römischen Reiches, Kriegsdramen wie Zeppelin (mit Michael York) und Omar Mukhtar – Löwe der Wüste (über den gleichnamigen libyschen Widerstandskämpfer), Abenteuerfilmen wie Lord Jim (mit Peter O’Toole), Science-Fiction-Filmen wie Das grüne Blut der Dämonen (in dem er Brian Donlevy in der Rolle des Prof. Bernard Quatermass ablöste) und Horrorfilmen wie Blut für Dracula (mit Christopher Lee) und der Bram-Stoker-Verfilmung Das Grab der blutigen Mumie.

### Fernsehen
Keir wirkte oft in Fernsehfilmen mit. 1958 spielte er in 39 Folgen der Fernsehserie Ivanhoe als Prince John den Widersacher des von Roger Moore verkörperten Titelhelden. Eine Serienhauptrolle erhielt er 1972 als Adam Smith, ein schottischer Minister, der nach dem Tod seiner Frau in einer Lebenskrise den Sinn des Lebens sucht. Daneben übernahm er zahlreiche Gastrollen in Serien wie Mit Schirm, Charme und Melone, Simon Templar und Die 2. 1976 spielte er neben Sascha Hehn eine der Hauptrollen in der 13-teiligen australischen Fernsehabenteuerserie Auf Wiedersehen, Charlie.

### Privates
Keir war zweimal verheiratet und hatte fünf Kinder. Seine Tochter Deirdre Keir arbeitet als Fernsehproduzentin, eine weitere Tochter, Julie T. Wallace, als Schauspielerin.
Seine Grabstätte befindet sich auf dem bekenntnisfreien Putney Vale Cemetery in London.

## Filmografie (Auswahl)
- 1950: The Lady Craved Excitement
- 1954: Oller Kahn mit Größenwahn (The Maggie)
- 1958: Ivanhoe (Fernsehserie)
- 1958: Die letzte Nacht der Titanic (A Night To Remember)
- 1960: Der Bankraub des Jahrhunderts (The Day They Robbed the Bank of England)
- 1963: Cleopatra
- 1964: Der Untergang des römischen Reiches (The Fall of the Roman Empire)
- 1965: Lord Jim
- 1966: Dr. Who – Die Invasion der Daleks auf der Erde 2150 n. Chr. (Dr. Who: Daleks Invasion Earth 2150 A.D.)
- 1966: Blut für Dracula (Dracula: Prince of Darkness)
- 1967: Das grüne Blut der Dämonen (Quatermass and the Pit)
- 1967: Der Kampf (The Long Duel)
- 1967: Königin der Wikinger (The Viking Queen)
- 1968: Sturm auf die eiserne Küste (Attack on the Iron Coast)
- 1969: Der Untergang des Sonnenreiches (The Royal Hunt of the Sun)
- 1970: Ihre Chance war gleich Null (Adam’s Woman)
- 1971: Der unheimliche Besucher (The Night Visitor)
- 1971: Das Grab der blutigen Mumie (Blood from the Mummy’s Tomb)
- 1971: Zeppelin
- 1971: Maria Stuart, Königin von Schottland (Mary, Queen of Scots)
- 1971: Die 2 (The Persuaders!) (Fernsehserie, 1 Folge)
- 1972: Adam Smith
- 1976: Auf Wiedersehen, Charlie (The Outsiders), Fernsehserie
- 1978: Die Abenteuer des David Balfour (Kidnapped)
- 1978: Absolution
- 1980: Omar Mukhtar – Löwe der Wüste (Lion of the Desert)
- 1989: Rosamunde Pilcher: Die Muschelsucher (The Shell Seekers)
- 1994: Dragonworld – Der letzte Drache (Dragonworld)
- 1995: Rob Roy
- 1997: Sarah und das Wildpferd (The Princess Stallion)